# Iltizam
Iltizam był to system podatkowy w nowożytnym Egipcie polegający na dzierżawieniu ziemi przez multazimów i płaceniu ryczałtu do kasy państwa. W wieku XVIII iltizamem objęto całą gospodarkę. System ten faworyzował mameluków, którzy zdołali przekształcić dzierżawione włości w dziedziczne co było przyczyną wzrostu ich wpływów. Często na zlecenie multazimów podatki zbierali podlegli im urzędnicy. System ten zlikwidował dopiero wielkorządca Egiptu pasza Muhammad Ali.